# Rode Loper
Der Rode Loper (deutsch: Roter Teppich) ist ein Projekt der Gemeinde Amsterdam aus den 2010er Jahren, parallel zum Bau der U-Bahn Noord-Zuidlijn, die darüber liegenden Straßen neu zu gestalten und das zuvor oft unübersichtliche Straßenbild aufzuräumen. 
Der Name „Rode Loper“ geht auf die Absicht zurück, für Touristen, welche zumeist am Bahnhof Amsterdam Centraal ankommen, eine markierte Strecke zu gestalten, welche geradewegs durch das Herz der Stadt läuft. Dies sollte unter anderem durch die Verwendung von roter Pflasterfärbung geschehen, ähnlich einem Roten Teppich für Gäste. Das Stadtteil Amsterdam-Centrum entschied sich jedoch im Herbst 2012, nach Prüfung und Erprobung verschiedener Pflasterarten, für eine graue Bodengestaltung der Fußgängerzone. In Bezug auf Haltbarkeit und Härte hat der anthrazitfarbene Stein optimal abgeschnitten. Die Farbe passt auch gut zu markanten Gebäuden wie dem Hauptbahnhof und der Beurs van Berlage. Der Stein ist außerdem „stöckelschuhfest“: Manche Natursteinsorten werden bei Regen rutschig, jedoch nicht dieser gewählte Steintyp. Ein ähnlicher grauer Naturstein wurde bereits in der Warmoesstraat verwendet.
Der erste Teil wurde am Damrak, am Rokin, an der Vijzelstraat sowie der Vijzelgracht umgesetzt. Die Arbeiten begannen 2013 und waren weitgehend abgeschlossen, als die U-Bahn im Juli 2018 ihren Betrieb aufnahm.
Der Abschnitt zwischen der Ferdinand Bolstraat und der Stadhouderskade und der Ceintuurbaan wurde 2017/18 fertig gestellt. Im Bereich von der Ceintuurbaan  bis zum Cornelis Troostplein erfolgte die Fertigstellung 2020/21.

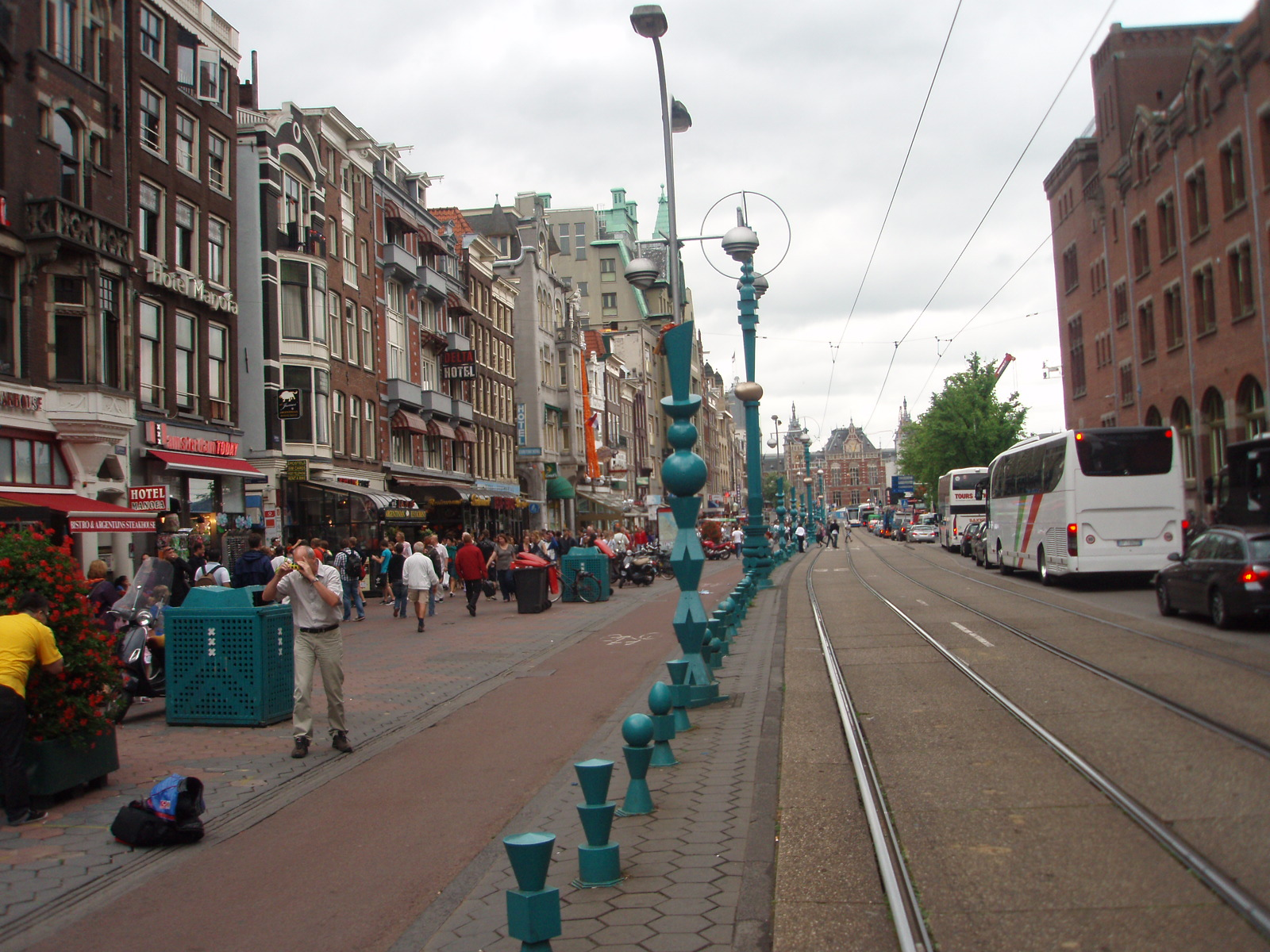
Vormaliges Stadtmobiliar des Damrak (2010)
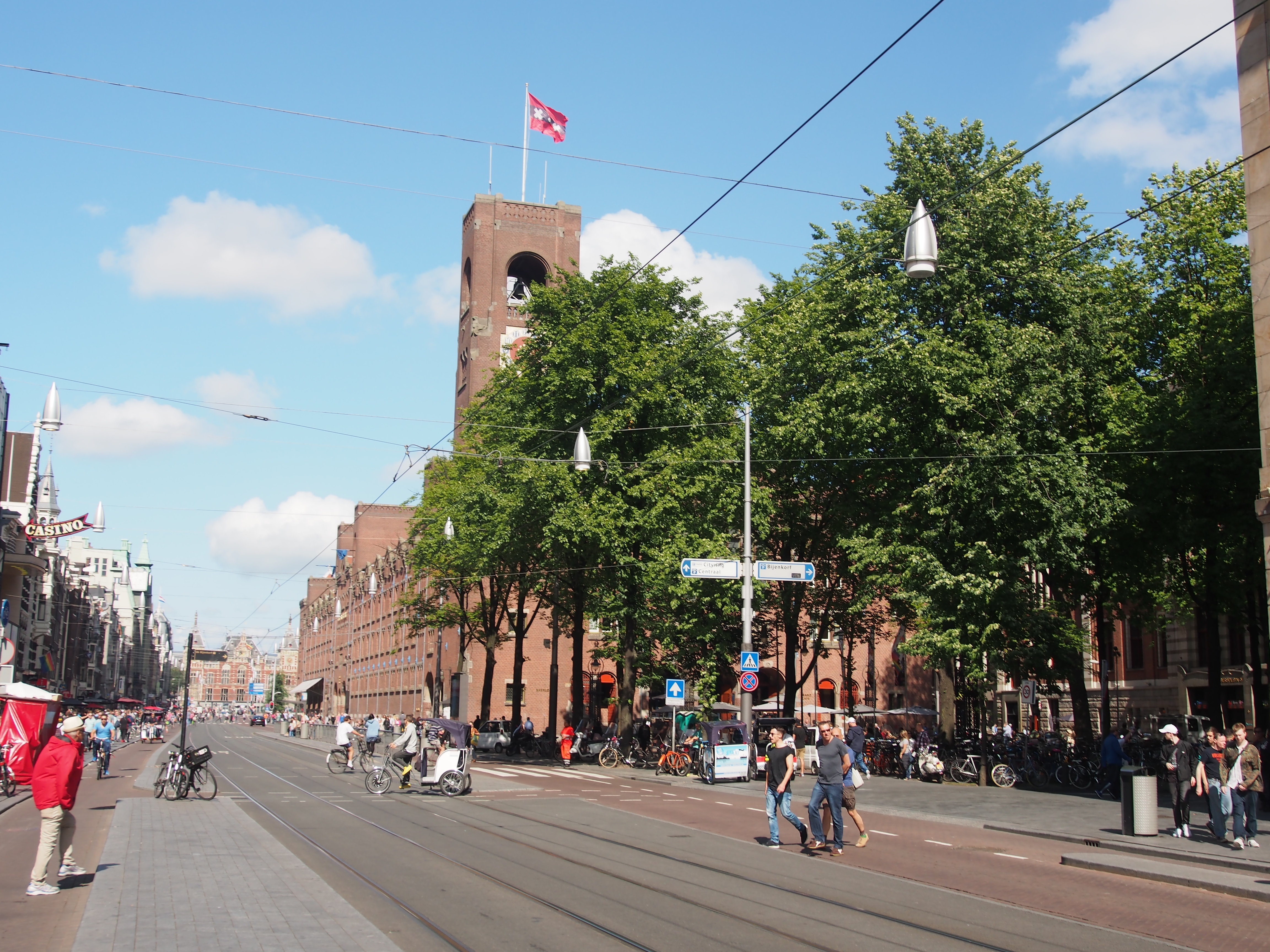
Damrak nach der Renovierung (2016)
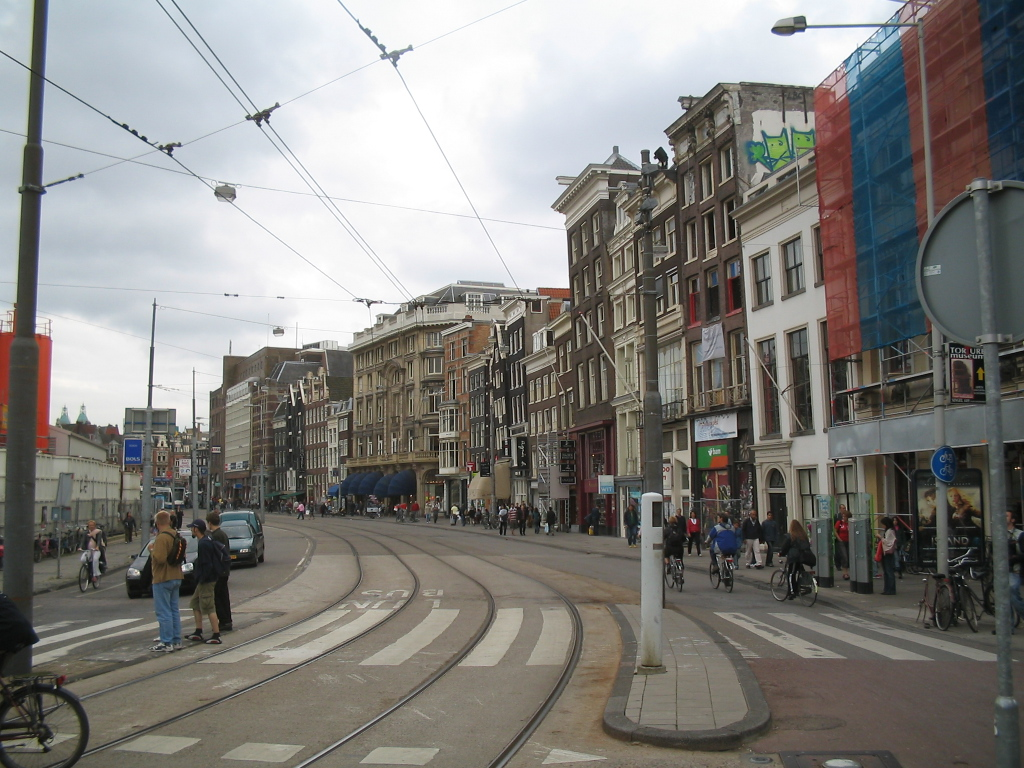
Rokin (2005)
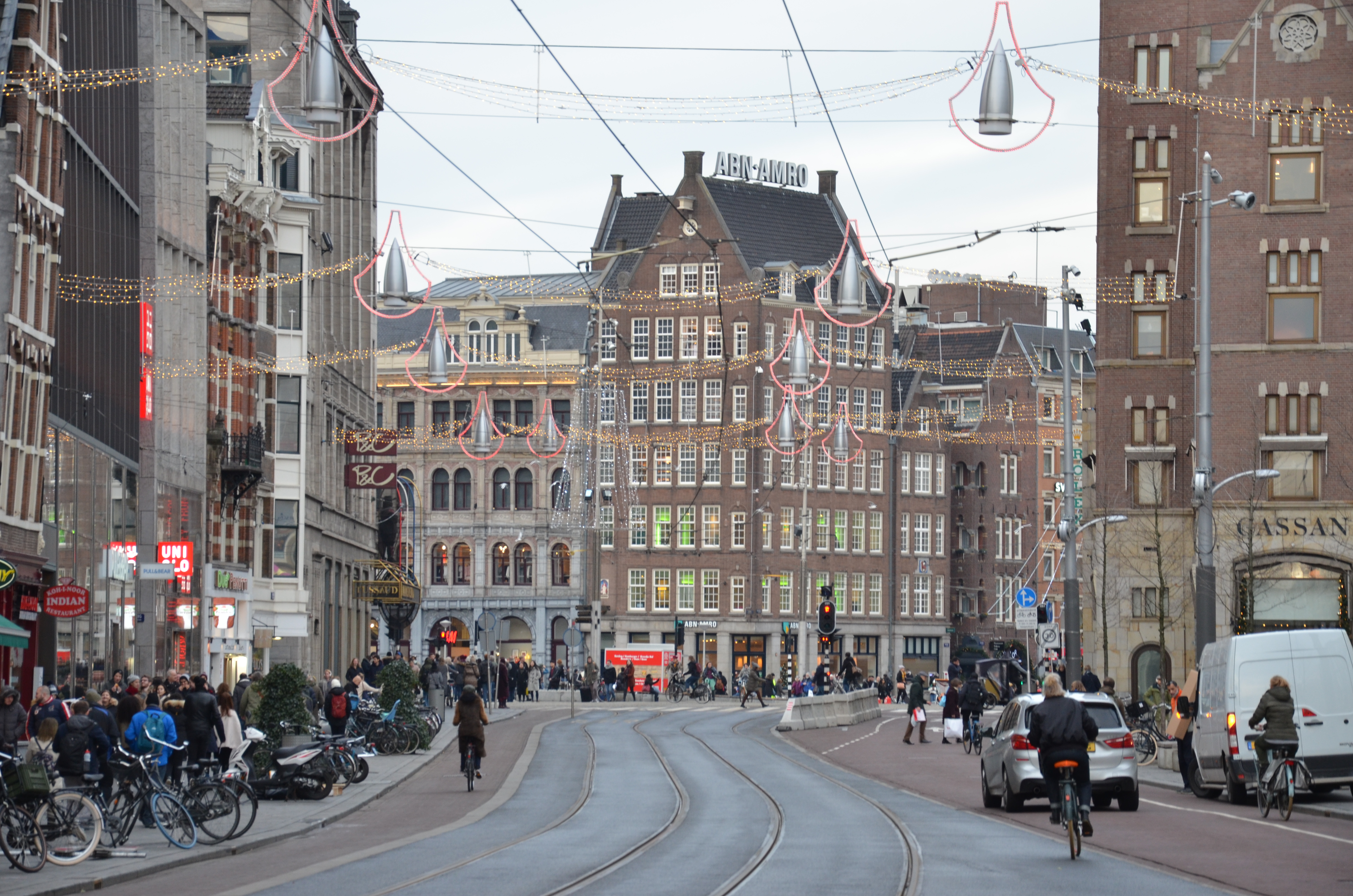
Rokin nachh der Renovierung (2018)

Ein ähnliches Projekt mit dem gleichen Namen gibt es in der westlich benachbarten Stadt Haarlem. 